# Museo nazionale del Ducato di Spoleto
Il Museo Nazionale del Ducato di Spoleto, inaugurato il 3 agosto 2007 (il progetto originale risale al 1982), è situato all'interno della Rocca Albornoziana.
Dal dicembre 2014 il Ministero per i beni e le attività culturali lo gestisce tramite il Polo museale dell'Umbria, nel dicembre 2019 divenuto Direzione regionale Musei.

## Storia

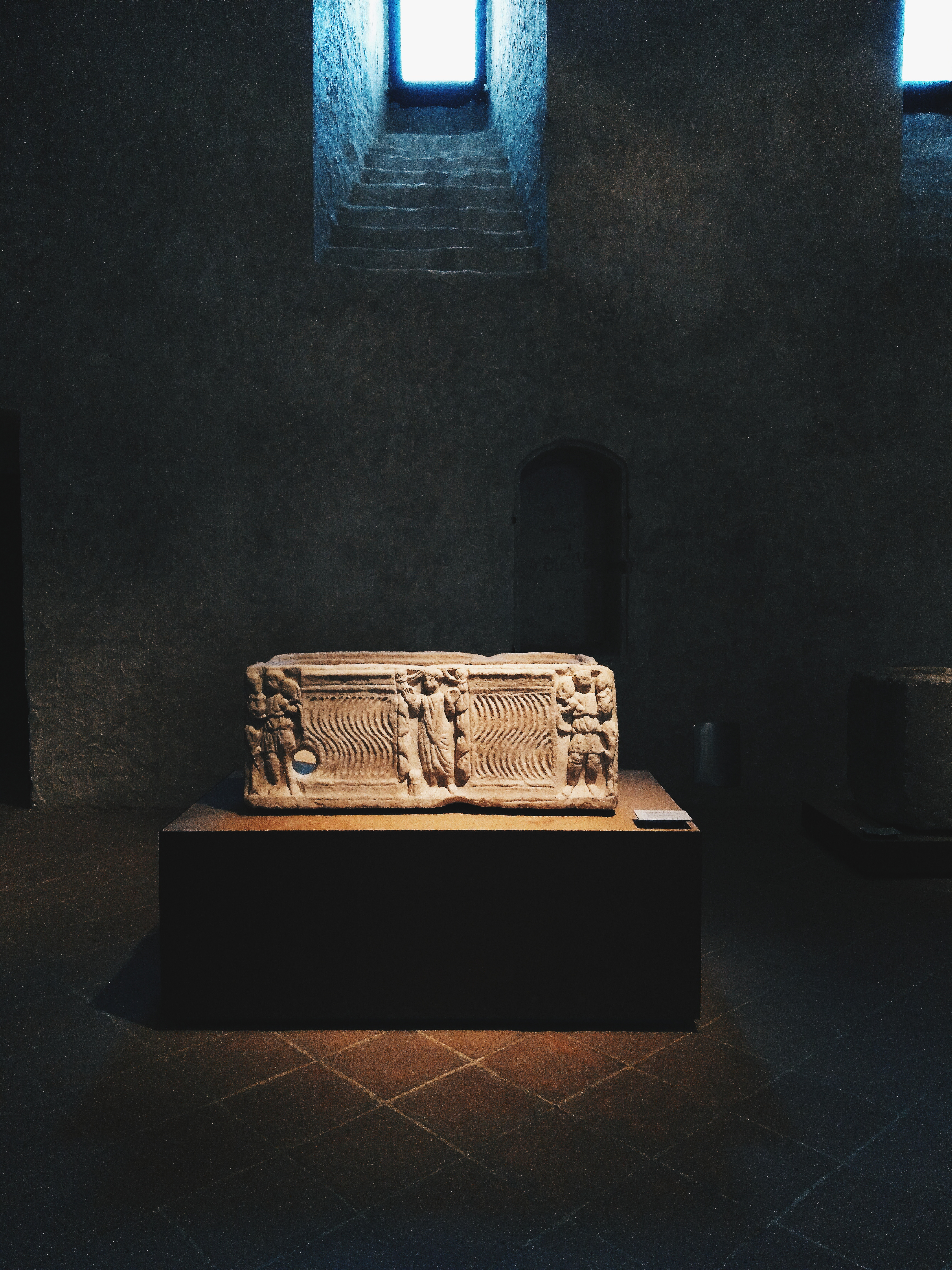
Il cosiddetto "Sarcofago del buon pastore"

Il museo occupa una superficie complessiva di 1.241 metri quadrati (dei quali 864 utilizzati per l'esposizione di 190 opere), ed è suddiviso in 15 sale che sono disposte su due livelli.
Le opere esposte appartengono ad un arco temporale che va da IV al XV secolo, e testimoniano i secoli di passaggio dall'età romana alla tarda antichità.

La raccolta è composta da sarcofagi ed iscrizioni funerarie provenienti dalle aree cimiteriali situate nei dintorni di Spoleto. Si possono ammirare anche notevoli mosaici pavimentali e decorazioni scultoree risalenti al VI secolo e frammenti scultorei appartenuti ad aule di culto di epoca longobarda e carolingia-ottoniana. Vi è anche esposta una ricca sezione pittorica che documenta il periodo romanico, nonché tratti dello stile rinascimentale del XV secolo.

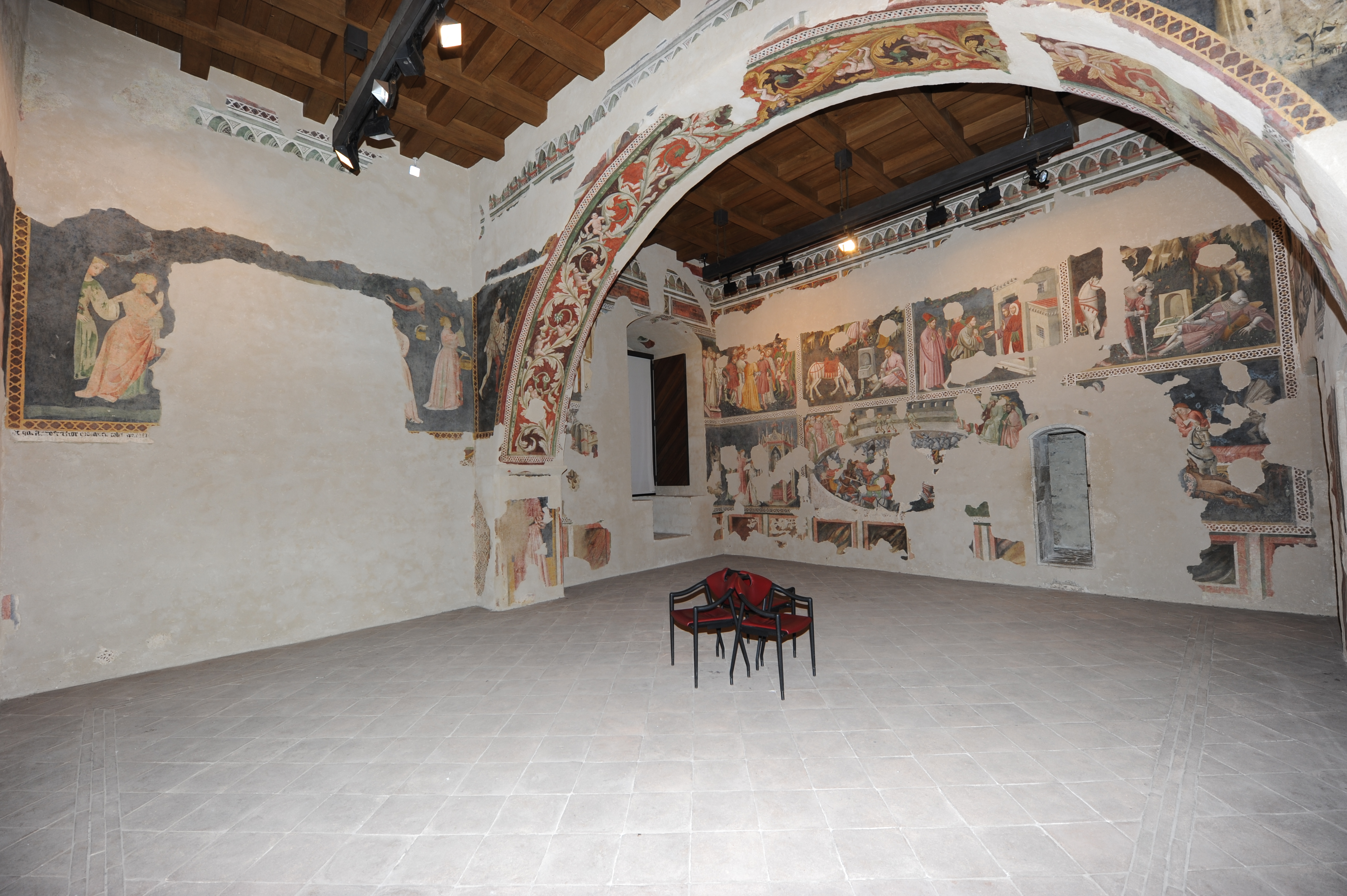
Camera Picta

Nel maggio del 2015 viene inserito dal MiBAC tra i “Gioielli Italiani”: diciassette tra musei e aree archeologiche scelti nell'ambito dell'iniziativa che prevede l'ingresso gratuito riservato ai possessori del biglietto per Expo 2015.